# Lovprisning af Mahakala
Lovprisning af Mahakala er et mongolsk buddhistisk digt skrevet med mongolsk skrift. Digtet er skrevet af Choiji-Odser, en mongolsk lærd inden for Sakya. Det er som mange andre manuskripter fundet i Turpan i den nuværende Xinjiang region i Kina. Dokumentet er dateret til o. 1305 og bærer præg af bloktryk fra den tid. Digtet er skrevet i traditionel mongolsk stil og rytme, svarende til den man finder i Mongolernes hemmelige historie og giver et indblik i mellemmongolsk sprog.
Choiji-Odser var en kendt mongolsk lærd under Yuan-dynastiet og spillede en stor rolle i standardiseringen af mongolsk sprog og skrift.
| Sprog og litteratur | Spire Denne artikel om litteratur er en spire som bør udbygges. Du er velkommen til at hjælpe Wikipedia ved at udvide den. |